# Onthophagus dlabolai
Onthophagus dlabolai är en skalbaggsart som beskrevs av Vladimir Balthasar 1964. Onthophagus dlabolai ingår i släktet Onthophagus och familjen bladhorningar. Inga underarter finns listade i Catalogue of Life.